# Municipio de Mondamin
El municipio de Mondamin (en inglés: Mondamin Township) es un municipio ubicado en el condado de Hand en el estado estadounidense de Dakota del Sur. En el año 2010 tenía una población de 13 habitantes y una densidad poblacional de 0,14 personas por km².

## Geografía
El municipio de Mondamin se encuentra ubicado en las coordenadas 44°13′28″N 99°7′50″O / 44.22444, -99.13056. Según la Oficina del Censo de los Estados Unidos, el municipio tiene una superficie total de 93.2 km², de la cual 92,87 km² corresponden a tierra firme y (0,35 %) 0,32 km² es agua.

## Demografía
Según el censo de 2010, había 13 personas residiendo en el municipio de Mondamin. La densidad de población era de 0,14 hab./km². De los 13 habitantes, el municipio de Mondamin estaba compuesto por el 100 % blancos. Del total de la población el 0 % eran hispanos o latinos de cualquier raza.